# 拉沙佩勒阿沙尔
拉沙佩勒阿沙尔（法語：La Chapelle-Achard，法語發音：[la ʃapɛl aʃaʁ]）是法国卢瓦尔河地区大区旺代省的一个旧市镇，属于莱萨布勒多洛讷区。2017年1月1日，拉沙佩勒阿沙尔相邻的拉莫特阿沙尔合并为新市镇莱萨沙尔（Les Achards）。

## 地理
拉沙佩勒阿沙尔（46°35'22"N, 1°38'50"W）面积21.57 平方千米，位于法国卢瓦尔河地区大区旺代省，该省份为法国西部沿海省份，北起大西洋卢瓦尔省和曼恩-卢瓦尔省，西临大西洋，南至滨海夏朗德省，东部及东南部与德塞夫勒省接壤。
与拉沙佩勒阿沙尔接壤的市镇（或旧市镇、城区）包括：勒日鲁阿尔、格罗布勒伊、拉莫特阿沙尔、圣弗莱沃德卢、圣于连德朗德、圣马蒂兰、韦雷。
拉沙佩勒阿沙尔的时区为UTC+01:00、UTC+02:00（夏令时）。

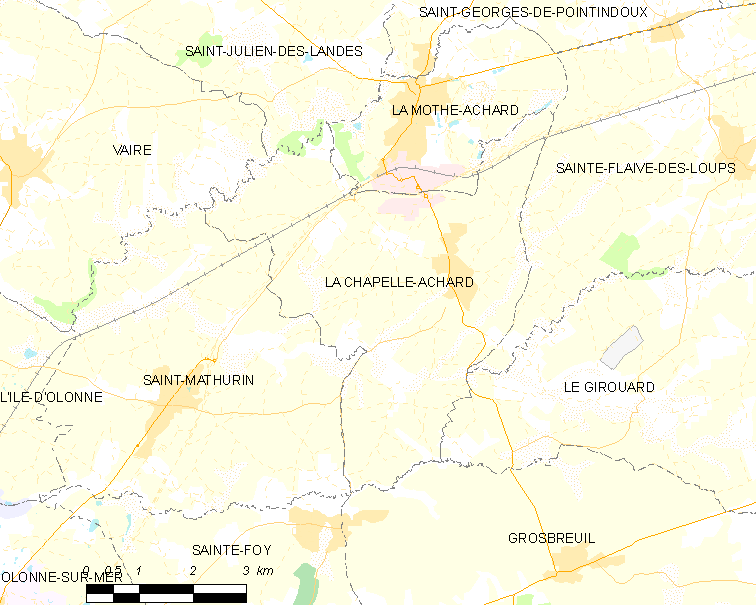
拉沙佩勒阿沙尔的OSM定位图

## 行政
拉沙佩勒阿沙尔的邮政编码为85150，INSEE市镇编码为85052。

## 政治
拉沙佩勒阿沙尔所属的省级选区为塔尔蒙-圣伊莱尔县。

## 人口

1962-2008年间拉沙佩勒阿沙尔人口变化图示

拉沙佩勒阿沙尔于2018年1月1日时的人口数量为2081人。